# Ганс-Гайнц Бос
Ганс-Гайнц Бос (нім. Hans-Heinz Boos; 14 лютого 1913, Кіль — 6 січня 2009, Віттен) — німецький офіцер-підводник, оберлейтенант-цур-зее резерву крігсмаріне.

## Біографія
4 січня 1937 року вступив на флот. З грудня 1939 року служив на допоміжному крейсері «Оріон». З листопада 1941 року — командир взводу 1-го дивізіону корабельних гармат в Штральзунді. В січні-березні 1942 року пройшов підготовку штурмана в Готенгафені. З березня 1942 року — офіцер зв'язку на есмінці «Теодор Рідель». З 10 травня по 1 грудня 1943 року пройшов курс підводника, з 1 грудня 1943 по 15 січня 1944 року — курс командира підводного човна. 7 лютого 1944 року направлений на будівництво підводного човна U-1015. З 23 березня 1944 року — командир U-1015. 19 травня 1944 року човен затонув в Балтійському морі внаслідок зіткнення з U-1014. 36 членів екіпажу загинули, 14 (включаючи Боса) були врятовані. Наступного дня переданий в розпорядження 31-ї флотилії. З 6 липня 1944 року — командир U-1002, на якому здійснив 1 похід (20 лютого — 9 квітня 1945). 9 травня 1945 року здався британським військам в Бергені.

## Звання
- Рекрут (4 січня 1937)
- Оберматрос резерву (24 квітня 1937)
- Лейтенант-цур-зее резерву (1 жовтня 1941)
- Оберлейтенант-цур-зее резерву (1 липня 1943)

## Нагороди
- Залізний хрест 2-го класу (1940)
- Нагрудний знак допоміжного крейсера (1941)
- Нагрудний знак есмінця (1942)